# Chen Jin
Chen Jin (em chinês: 陈金; pinyin: Chén Jīn; Handan, 10 de janeiro de 1976) é um jogador de badminton da República Popular da China.
Conquistou a medalha de bronze nos Jogos Olímpicos de Verão de 2008 em Pequim ao derrotar o sul-coreano Lee Hyun-il na disputa pelo terceiro lugar.